# Amerykanie pochodzenia honduraskiego
Amerykanie pochodzenia honduraskiego – obywatele lub rezydenci Stanów Zjednoczonych, których przodkowie pochodzą z Hondurasu, bądź też imigranci z tego kraju. Społeczność ta według danych z 2006 liczy sobie 459 653 członków.

## Główne regiony zamieszkania
Migracje z Hondurasu do USA rozpoczęły się już w latach 60. XX wieku. Ocenia się, że w Nowym Orleanie mieszka około 100 000 Amerykanów pochodzenia honduraskiego. Inna, znacząca społeczność zamieszkuje Nowy Jork, szacuje się, że liczy ona 35 000 osób. Liczne grupy żyją także w Dallas, Houston, Chicago, Waszyngtonie, Miami (przede wszystkim w Little Havana) i San Francisco. Do tego dochodzą San Diego i Los Angeles, w których społeczności Amerykanów pochodzenia honduraskiego nie są zbyt duże, ale ich liczba szybko rośnie. Ocenia się, że prawie 10 000 osób pochodzących z Hondurasu zamieszkuje Dolinę Coachella, nieopodal Los Angeles.

## Przyczyny migracji
Imigranci osiedlają się głównie w miejscach odnotowujących wysoki wzrost gospodarczy, jest to podyktowane tym, że większość z nich przybywa do Stanów Zjednoczonych z powodów ekonomicznych, w poszukiwaniu pracy. Zatrudnienie znajdują głównie w budownictwie, usługach i przemyśle lekkim.